# Дефо, Даниель
Даниель Дефо́, при рождении Даниель Фо (англ. Daniel Defoe; около 1660, район Криплгейт, Лондон — 24 апреля 1731, район Сприндфел, Лондон) — английский писатель и публицист. Известен главным образом как автор романа «Робинзон Крузо». Дефо считают одним из первых сторонников романа как жанра. Он помог популяризовать этот жанр в Великобритании, а некоторые считают его одним из основателей английского романа. Дефо — плодовитый и разнообразный писатель, он написал более 500 книг, памфлетов и журналов на разные темы (политика, экономика, криминал, религия, брак, психология, сверхъестественное и др.). Он был также основоположником экономической журналистики. В публицистике пропагандировал здравомыслие, выступал в защиту веротерпимости и свободы слова.

## Биография
Родился в Лондоне в семье мясоторговца пресвитерианина Джеймса Фо (1631—1712), получил духовное образование и готовился в пасторы, но от церковной карьеры отказался. Занимался коммерческой деятельностью. В 1681 году начал писать стихи на религиозные темы.
Принимал участие в восстании герцога Монмута против Якова II Стюарта и сражении при Седжмуре 6 июля 1685 года, проигранном мятежниками.
Окончив Ньюингтонскую академию, где изучал греческий и латинский языки и классическую литературу, стал приказчиком у оптового чулочного торговца. По торговым делам часто бывал в Испании, Португалии и Франции, где познакомился с жизнью Европы и совершенствовался в языках.
Впоследствии сам был одно время владельцем чулочного производства и затем сначала управляющим, а потом и владельцем большого кирпично-черепичного завода, торговал вином, но разорился.
В 1688 году Вильгельм Оранский вступил в пределы Англии, и Дефо немедленно присоединился к его армии. Дефо был вдохновлён мыслью о поддержке планов горячо любимого им короля Вильгельма; он имел одну цель — защиту высокопочитаемого, чуть ли не обожаемого им героя от клеветы врагов. За это время Дефо написал целый ряд замечательнейших своих произведений. Наиболее выдающиеся между ними: «Опыт о проектах» (An Essay upon Projects), в котором идёт речь об улучшениях в делах политики, торговли, педагогики и благотворительности (первое произведение Дефо, написанное в 1697 году); «Защитительное слово бедняка» (The poor man’s Plea), в котором автор остроумно защищает бедняков от взводимых на них напраслин и предлагает лицемерным реформаторам исправиться прежде всего самим; «Прирождённый англичанин» (The true-born Englishman) — сатира, являющаяся отповедью только что перед тем появившемуся в печати памфлету, направленному против личности Вильгельма III.
Всё это обратило внимание Вильгельма на Дефо. Талантливый лавочник был призван во дворец; король давал ему темы для политических памфлетов и не раз имел случай пользоваться его советами.
После смерти Вильгельма III в 1702 году положение Дефо существенно изменилось. Вступление на престол королевы Анны Стюарт положило начало реакции, характер которой был, главным образом, клерикальным и, в некоторой степени, якобитским.
Дефо не сразу уяснил себе истинное положение вещей при новых порядках. По-прежнему принимая участие в обсуждении злободневных вопросов, он вступил в полемику о так называемом «случайном согласовании». Дело шло о том, следует ли диссентерам отступать от принятого ими правила не посещать богослужения государственной церкви в тех случаях, когда присутствие при нём входило в круг официальных обязанностей должностного лица.
Сначала Дефо решал вопрос в пользу соблюдения обрядности; но, заметив, что диссентеры стали смотреть на него как на изменника, и видя в то же время, что поддержка законопроекта шла со стороны врагов веротерпимости, он быстро переменил тактику и, скрыв своё имя, выпустил памфлет под заглавием: «Кратчайшая расправа с диссентерами» (The Shortest Way with the Dissenters), в котором, принимая тон и манеру представителя реакции, он советовал принять против диссентеров самые жестокие меры. Реакционеры были введены в заблуждение и на первых порах горячо приветствовали неизвестного автора; но, когда стало известно, что автор памфлета — сам диссентер, правительство нашло нужным предать Дефо суду. Дефо сперва скрылся, но потом решился «сдаться на милость правительства». Суд приговорил его к штрафу, троекратному стоянию у позорного столба, внесению залога, призванного обеспечить его надлежащее поведение, и тюремному заключению на срок, зависящий от милости королевы.
Во время заключения в Ньюгейтской тюрьме Дефо имел возможность заниматься литературой, печатать и распространять свои произведения. Здесь он, между прочим, написал «Гимн позорному столбу» (A Hymn to the Pillory), благодаря своевременному распространению которого среди публики время стояния у позорного столба обратилось для него в торжество: толпа устроила ему блистательную овацию. В Ньюгейте Дефо стал издавать газету: «Обозрение дел Франции» (A Review of the Affairs of France), выходившую и после освобождения его из тюрьмы, вплоть до 1712 года. Благодаря этому литературно-политическому изданию Дефо считается одним из родоначальников английской периодической печати.
Роберту Харли, весьма ценившему талант Дефо, нетрудно было выхлопотать помилование Дефо, когда он согласился сделаться тайным агентом тори — своих бывших врагов. Спустя неделю после своего освобождения Дефо стал свидетелем катастрофического «Великого шторма», разразившегося 7-8 декабря 1703 года на западе Южной Англии. В следующем году писатель выпустил о нём свою книгу «The Storm».
В течение царствования королевы Анны и затем при Георге I Дефо несколько раз переходил от вигов к тори и обратно. Он служил им и пером своим, и непосредственным влиянием на избирателей, среди которых он вращался в качестве тайного агента, и своевременными извещениями о политическом настроении и мнениях отдельных лиц. В течение всего этого времени ему вполне удалось сохранить в тайне эту деятельность, и репутация его осталась непоколебленной, несмотря на многочисленные обвинения и нападки.
В 1715 году, с целью самозащиты, Дефо издал «Воззвание к чести и справедливости» (An Appeal to Honour and Justice), и с этого времени под его именем появлялись одни только беллетристические произведения. Одному из его биографов — Вильяму Ли — удалось обнаружить в 1864 году шесть писем Дефо, хранившихся в Государственном архиве. Из писем этих обнаружилось, что и после 1715 года он оставался тайным агентом, собирая нужные сведения главным образом в редакциях оппозиционных газет. Главной его жертвой стал некий Мист, который, открыв однажды предательство Дефо, бросился на него с оружием в руках и публично скомпрометировал Дефо на всю оставшуюся жизнь.
Перу Дефо принадлежит более 500 сочинений, среди которых романы «Робинзон Крузо» (1719), «Радости и горести Молль Флендерс» (1722), «Счастливая куртизанка, или Роксана» (1724), «Жизнь, приключения и пиратские подвиги прославленного капитана Синглтона» (1720), «История полковника Джека» (1722), «Дневник чумного года» (1722), труды «Совершенный английский торговец», «Морской торговый атлас», «Путешествие по всему острову Великобритания».
Дефо также приписывается изданная в 1724 году под псевдонимом Чарльз Джонсон книга «Всеобщая история грабежей и смертоубийств, учинённых самыми знаменитыми пиратами», сокращённо называемая часто «Всеобщей историей пиратства».
В 1728 году, вследствие семейных раздоров и обременённый долгами, Дефо тайно покинул свой дом и спустя два с лишним года, в апреле 1731 года, умер в Лондоне на руках у чужих людей.

## Творчество
Из беллетристических сочинений Дефо прославился только роман «Робинзон Крузо», переменив, впрочем, со временем круг читателей и став детской книгой. Другие романы Дефо, такие как «Роксана», «Молль Флендерс», «Записки кавалера», «История полковника Джека» и др., представляют собой автобиографии фиктивных плутов, воров, проституток и всякого рода авантюристов.
В сочинении «Консолидатор, или воспоминания приходной операции от света Луны» (1705) Дефо под влиянием Лукиана («Правдивая история») и Сирано де Бержерака использовал для критики современных порядков в Англии вымышленное путешествие на Луну.
В книге «Жизнь и пиратские приключения славного капитана Сингльтона» (1720), собирание материалов для которой побудило Дефо к написанию «Всеобщей истории пиратства» (1728), помимо «подвигов» героя на море, в вымышленных подробностях описывается путешествие его со своими спутниками через всю Южную Африку, внутренние районы которой в первой четверти XVIII века были практически неизвестны учёным и путешественникам. При этом в полной мере раскрывается мастерство автора как рассказчика, способного создать «эффект достоверности» в глазах неискушённого читателя.
В изданной под псевдонимом «Капитан Чарльз Джонсон» в Лондоне в 1724 году «Всеобщей истории грабежей и смертоубийств, учинённых самыми знаменитыми пиратами» (A General History of the Robberies and Murders of the Most Notorious Pirates) содержались беллетризированные биографии 17 известных пиратов Вест-Индии, большинство из которых основаны были на достоверных источниках, предположительно архивных материалах Министерства по делам колоний, а также сохранившихся письмах капитанов и бортовых журналах, хранившихся в Государственном архиве Великобритании.
Особняком в творчестве Дефо стоит исторический роман «Дневник чумного года» (1722), содержащий в себе не отличающееся достоверностью описание Великой Чумы в Лондоне 1665 года (когда самому автору было около 5 лет), но отчасти основанный на дневнике дяди писателя — Габриэля Фо.

## «Робинзон Крузо»
В возрасте 59 лет, в 1719 году, Даниэль Дефо опубликовал первый и лучший роман за всю его творческую жизнь — «Жизнь и удивительные приключения Робинзона Крузо, моряка из Йорка, прожившего двадцать восемь лет в полном одиночестве на необитаемом острове у берегов Америки близ устьев реки Ориноко, куда он был выброшен кораблекрушением, во время которого весь экипаж корабля кроме него погиб; с изложением его неожиданного освобождения пиратами, написанные им самим». Роман более известен под названием «Робинзон Крузо».
Замысел романа был подсказан писателю действительным происшествием: в 1704 году шотландский моряк Александр Селькирк после ссоры с капитаном высадился на незнакомом берегу с небольшим запасом провизии и оружия. Четыре с лишним года он вёл отшельнический образ жизни, как оказалось, на острове Хуан Фернандес в Тихом океане, пока его не забрали на корабль, которым командовал Вудс Роджерс.
В продолжении романа о Робинзоне Крузо, которое обрело меньшую известность, Дефо, в частности, описал приключения своего героя в Великой Тартарии и государствах, частично расположенных на её землях — Китайской империи и Московии, а также быт и нравы населяющих её народов.

## Произведения

### Романы
- «Робинзон Крузо» (Robinson Crusoe, 1719)
- «Дальнейшие приключения Робинзона Крузо» (The Farther Adventures of Robinson Crusoe, 1719)
- «Жизнь и пиратские приключения славного капитана Сингльтона» (Captain Singleton, 1720)
- «Записки кавалера» (Memoirs of a Cavalier, 1720)
- «Дневник чумного года» (A Journal of the Plague Year, 1722)
- «Радости и горести знаменитой Молль Флендерс» (Moll Flanders, 1722)
- «История полковника Джека» (Colonel Jack, 1722)
- «Счастливая куртизанка, или Роксана» (Roxana: The Fortunate Mistress, 1724)

### Публицистика
- «Опыт о проектах[англ.][7][8][9]» (An Essay Upon Projects, 1697)
- «Простейший способ разделаться с диссентерами[9]» (The Shortest Way with the Dissenters, 1702)
- «Шторм» (The Storm, 1704)
- «Консолидатор, или Воспоминания о различных сделках в мире на Луне» (The Consolidator or, Memoirs of Sundry Transactions from the World in the Moon, 1705)
- «Правдивый рассказ о явлении призрака некой миссис Вил на следующий день после смерти некоей миссис Баргрэйв в Кентербери 8 сентября 1705 года» (A True Relation of the Apparition of One Mrs. Veal The Next day after Her Death to One Mrs. Bargrave at Canterbury The 8th of September 1705, 1706)
- «Большой Аталантис» (Atalantis Major, 1711)
- «Семейный советчик» (The Family Instructor, 1715)
- «Дружественное послание путём упрёка от одного из людей, называемых Квакерами» (A Friendly Epistle by way of reproof from one of the people called Quakers, to T. B., a dealer in many words, 1715)
- «Призыв к Чести и Справедливости[9]» (An Appeal to Honour and Justice, Tho' it be of his Worst Enemies, by Daniel Defoe, Being a True Account of His Conduct in Publick Affairs, 1715)
- «Серьёзные размышления Робинзона Крузо» (Serious Reflections of Robinson Crusoe, 1720)
- «Всеобщая история пиратства» (A General History of the Robberies and Murders of the Most Notorious Pirates, 1724)
- «История замечательной жизни Джона Шеппарда» (The History Of The Remarkable Life of John Sheppard, 1724)
- «Рассказ обо всех ограблениях, побегах и проч. Джона Шеппарда» (A Narrative Of All The Robberies, Escapes, &c. of John Sheppard, 1724)
- «Экскурсия по всему острову Великобритании, разделенная на маршруты или путешествия» (A Tour Thro' The Whole Island of Great Britain, Divided into Circuits or Journies, 1724—1727)
- «Пират Гоу» (The Pirate Gow, 1725)
- «Новое кругосветное путешествие» (A New Voyage round the World, 1725)
- «История дьявола» (The Political History of the Devil, 1726)
- «Система магии» (System of Magic, 1726)
- «Совершенный английский торговец[9]» (The Complete English Tradesman, 1726)
- «Простое разграничение природы» (Mere Nature Delineated, 1726)
- «Опыт о литературе» (An Essay Upon Literature, 1726)
- «Супружеский разврат» (Conjugal Lewdness, 1727)
- «Опыт о реальности привидений» (Essay on the Reality of Apparitions, 1727)
- «План английской торговли» (A Plan of English Commerce, 1728)

### Стихотворная публицистика
- «Чистокровный англичанин[9]» (The True-Born Englishman, 1701)
- «Гимн позорному столбу» (Hymn to the Pillory, 1704)
- «Сочинение о последнем шторме» (An Essay on the Late Storm, 1704)

### Журнал
- «Обозрение событий во Франции» (A Review of the Affairs of France[10], 1704—1713)